# قضيب (عضو ذكري)
القضيب هو العضو الجنسي الأساسي الذي يستعمله الذكر الحيوان والخنثى لإمناء شريكه الجنسي (عادة الإناث والخنثى على التوالي) أثناء الجماع.

## في الحيوانات المختلفة

### فقاريات

#### طيور

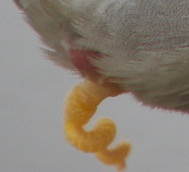
قضيب زائف عند البط

معظم ذكور الطيور (على سبيل المثال، الديك والدجاج الرومي) لديهم مجرور (موجود كذلك لدى الأنثى)، ولكن ليس قضيب. من بين أنواع الطيور التي لديها قضيب هي قديمات الفك (تناميات ونعاميات)، البطية (البط، والأوز والبجع)، وعدد قليل جدًا من الأنواع الأخرى (بما في ذلك النحام الوردي والدجاج).

#### لواحم
جميع أعضاء فصيلة اللواحم (باستثناء الضباع) لديها عظمة قضيب. في قضبان الكلاب هناك بنية في القاعدة تدعى الغدة البصلية.
خلال الجماع، يدخل الضبع قضيبه داخل شبه القضيب لدى الأنثى بدلاً من إدخاله مباشرة إلى المهبل، والذي هو مسدود بواسطة كيس الصفن الكاذب والخصيتين. عندما تؤدي الأنثى إلى تراجع بظرها، يدخل الذكر إلى الأنثى منزلقًا تحتها، وهي عملية تسهلّها زاوية القضيب المرتفعة.

## التركيب
يحتوي القضيب على ثلاثة قنوات تمتلئ بالدم عند الإثارة الجنسية فتصبح قوية وممتدة للأمام فتعطي القضيب شكل الجسم الممتد القوي المنتصب للأمام وبين هذه الثلاث القنوات يوجد الإحليل مجرى البول والمني والذي ينتهي بفتحه خارجية في مقدمة القضيب. ويتكون القضيب من جزئيين جزء الرأس (الحشفة) وهو الجزء الصغير الأمامي والذي يحتوي معظم الأعصاب المسؤولة على التحفيز والاستمتاع الجنسي ويشبه في تركيبه البظر عند المرأة، والجزء الثاني هو جسم القضيب وهو الجزء الممتد من رأس القضيب وحتى بداية اتصال القضيب بالجسم. ويغلف القضيب طبقة رقيقة من الجلد يُزال جزء منها عند منطقة رأس القضيب أثناء الختان، وتسمى القلفة ويترك رأس القضيب (الحشفة) دون جلد يغطيه.

## تشريح القضيب الذكري
يتركب القضيب من الجسم الكهفي للقضيب spongy body وهو جسم قابل للانتصاب وهذا الجسم يحيط بـ الإحليل Urethra وهو القناة الداخلية التي تعمل كمجرى للبول ثم تصبح مشتركة للبول والسائل المنوي.
يحيط بالإحليل الجسم الاسفنجي الذي يشكل من الخلف انتفاخ يدعى البصلة ومن الأمام انتفاخ آخر هو الغدة. يبلغ معدل طوله ما بين 12 – 14 سم.
يحيط بالجسم الاسفجني الاجسام الكهفية وهي عبارة عن اسطوانتين cylinders تمتدان من فروع العظم العاني حتى الغدة.
ترتبط العناصر الأخرى للجهاز التناسلي الذكري بالقضيب وتشمل الإحليل والقلفة Foreskin وحشفة القضيب glans of penis .
جلدة القلفة تغطي رأس القضيب وتحميه
حشفة القضيب انتفاخ مخروطي الشكل يقع عند قمة القضيب. وعند الرجال غير المختونين، تكون الحشفة محاطة بالقلفة المعلّقة بعنق القضيب.
عند بلوغ عمر الثلاث سنوات تقريباً، تصبح القلفة عادة قابلة للارتداد إلى الخلف بحيث يمكن الكشف عن الحشفة، وهي حتى ذلك الوقت تكون متصلة بالحشفة. ويكون باطن القلفة مغطى بغدد زهمية تفرز مادة اللخن smegma وهي مادة ينبغي إزالتها بإستمرار عن طريق تنظيف القضيب بعناية وانتظام
يحتوي القضيب على نهايات عصبية حساسة للمس والضغط والحرارة
حشفة القضيب تكون حساسة أكثر من جسم القضيب. ومن المناطق الأخرى الأكثر حساسية هناك الحافة التاجية coronal ridge التي تفصل الرأس عن الجسم، وأيضاً عند المنطقة المثلثية الصغرى على الجانب السفلي من القضيب
أثناء الإثارة الجنسية تمتليء الأوعية الدموية في النسيج الاسفنجي بالدم فتنتفخ، فينتقل القضيب من مرحلة الترهل إلى التصلب وهذا ما يسمى بـ الانتصاب erection ادخال القضيب المنتصب في مهبل المرأة يدعى جماع coitus أو اتصال جنسي intercourse ، وعندما يصل الرجل إلى ذروة حماسه الجنسي the pinnacle of sexual excitement يخرج المني semen وهذه العملية تسمى بـ القذف ejaculation
المني يحتوي على ملايين الحيوانات المنوية semen . واحد فقط من هذه الحيوانات المنوية سيكون قادرًا على إختراق وتخصيب بويضة المرأة egg ، ونتيجة لذلك يحصل الحمل pregnancy
إن شكل القضيب من حيث اللون والحجم لا علاقة له ببنية ذلك الشخص الجسدية
الكثير يعتقد أن القضيب الطويل والكبير الحجم هو الأفضل والمرضي لرغبة المرأة الجنسية، لكن في الحقيقة أن التأثير الفسيولوجي لقطر القضيب ضئيل بالنسبة للمرأة، لأن المهبل يتعدل تعدلًا متدرجًا ليتلائم مع محيط القضيب.
كما أن طول القضيب غير مهم، لأن الثلث الأول من المهبل مليء بالنهايات العصبية التي تتجاوب للتحفيز الطبيعي. إذآ الأمر نفسي وسلبي في نفس الوقت. المهم هو أداؤه للوظيفة وقدرته على الاستمرار في الانتصاب أثناء الإتصال الجنسي.

### الانتصاب
الطول الطبيعي للقضيب للشخص البالغ عند الانتصاب يكون من 9 سم إلى 18 سم. انتصاب القضيب هو الزيادة في حجم القضيب عند الذكور.يحدث الانتصاب نتيجة تفاعل معقد تسيطر عليه عوامل نفسية وعصبية والأوعية الدموية والغدد الصماء، وعادة ما يكون وليس حصرا مرتبط بالشهوة الجنسية.
استمرار انتصاب القضيب مطلوب للقذف ويعتبر جانبا مهما من جوانب الجماع لغرض التكاثر لادامة استمرار النوع.

## القذف
القذف هو طرد السائل المنوي من القضيب المنتصب، وعادة يترافق نشوة جنسية. وعادة نتيجة الإثارة الجنسية. القذف قد يحدث تلقائيا أثناء النوم (ليلي للانبعاثات)وهو مايسمى بالاحتلام.

## الحجم
وفي حين تتباين نتائج الدراسات، فإن هناك إجماع للآراء حول أن متوسط طول القضيب عند الانتصاب نحو 12.9-15 سم (5.1-5.9 بوصة) في الطول مع العلم بأن %95 من الذكور البالغين طول قضيبهم المنتصب (10.7 سم - 19.1 سم). النمطي أو دائرة مقاس 12.3 سم تقريبا (4.85 بوصة) عند الانتصاب تمامًا. لا العمر ولا حجم القضيب غير المنتصب تساعد بالتنبؤ الدقيق لطول القضيب المنتصب. أما الطول الممطوط للقضيب فهو الأكثر تناسبًا مع طول القضيب المنتصب. ويبلغ متوسط حجم القضيب هو أكبر قليلا من معدّل الحجم (أو، بعبارة أخرى، فإن طول القضيب عند معظم البشر دون متوسط الحجم).